# بیشینه گرمایی پالئوسن-ائوسن

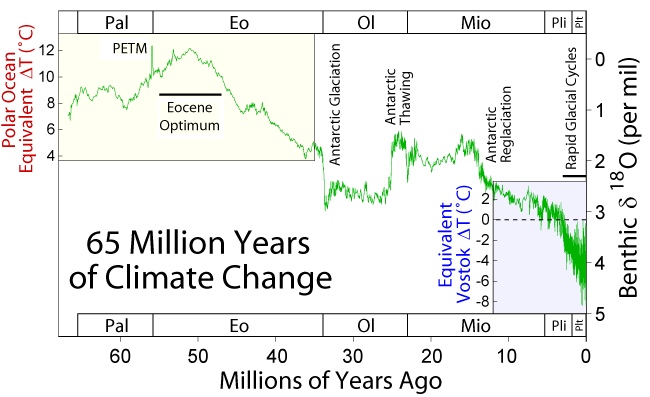
تغییرات اقلیمی طی ۶۵ میلیون سال اخیر که با ترکیب ایزوتوپ اکسیژن روزن‌داران منطقه دریابن توضیح داده می‌شود. بیشینه گرمایی پالئوسن-ائوسن (PETM) با یک گردش گرمایی کوتاه اما برجسته مشخص می‌شود که به گرم شدن سریع نسبت داده می‌شود. توجه داشته باشید که مقدار گردش گرمایی در این نمودار به دلیل هموارسازی داده‌ها کمتر بیان شده است.

بیشینه گرمایی پالئوسن-ائوسن (انگلیسی: Paleocene–Eocene Thermal Maximum) یا پی‌ای‌تی‌ام (PETM)، پدیده‌ای است که ۵۵ و نیم میلیون سال پیش روی داد و بر اثر آن دمای جهانی ۵ تا ۸ درجه از امروز گرم‌تر شد و جنگل‌های بارانی تقریباً تمام زمین را فراگرفتند.
این حادثه آب و هوایی کوتاه‌مدت اثرات شدیدی بر زیست‌بوم‌های جهانی به‌ویژه نانوپلانکتون‌های آهکی داشته‌است. طی پی‌ای‌تی‌ام که تخمیناً بیش از ۲۰ هزار سال طول نکشیده مقادیر بسیار زیادی کربن وارد جو شد. تمامی دوران گرمی که بر اثر پی‌ای‌تی‌ام به‌وجود آمد حدود ۲۰۰ هزار سال طول کشید.
بیشینه گرمایی پالئوسن-ائوسن که به‌دلیل آزادسازی ناگهانی کربن از سیستم اقیانوس-اتمسفر در نتیجه کاهش pH، کم‌شدن عمق موازنه کربنات (CCD) و انحلال سنگ‌های آهکی رخ داده، بر دسترسی کربن برای فتوسنتز و آهکی شدن کوکولیتوفورها اثرگذار بوده‌است. هم‌چنین گرچه اسیدی‌شدن اقیانوس (به علت بالارفتن CO2 اتمسفری) بر فیزیولوژی موجودات اقیانوسی آهک‌ساز مهم اثرگذار بوده لیکن نژادها و گونه‌های مختلف کوکولیتوفورها پاسخ‌های آهک‌سازی متفاوتی نسبت‌به آن نشان داده‌اند که در فراوانی و تنوع جوامع نانوفسیلی منعکس است. نرخ پائین‌تر آزادسازی کربن در طول پی‌ای‌تی‌ام در مقایسه با امروز، اسیدی‌شدن شدیدتری را در اقیانوس‌های امروزی محتمل می‌سازد.
طی سالهای اخیر پی‌ای‌تی‌ام مورد توجه دانشمندان بسیاری قرار گرفته، چرا که این بهترین نکته‌ای است که می‌توان از مقایسه آن طی زمان‌های گذشته به تأثیرات گرمای هوای جهانی امروز پی برد.